# Mérida (Spanje)
Mérida is een gemeente in de Spaanse provincie Badajoz en hoofdstad van de autonome regio Extremadura, met een oppervlakte van 866 km². Mérida heeft 59.174 inwoners (1 januari 2016). De stad ligt aan de rivier de Guadiana. De stad is een centrum voor landbouwproducten (tabak, katoen) en is ook een toeristisch centrum.

## Geschiedenis

### Romeinse tijd
De stad is gesticht in 25 v.Chr. door de Romeinse keizer Augustus en werd de hoofdstad van de Romeinse provincie Hispania Lusitania. De Romeinse naam van de stad was Emerita Augusta, waar de huidige naam van afgeleid. Mérida groeide uit tot een der belangrijkste steden van het Romeinse Rijk.

### Middeleeuwen
In de vroege middeleeuwen werd de stad meerdere malen belaagd door de Vandalen tot de Visigoten in de zesde eeuw het tot hoofdstad van hun rijk maakten. Dit rijk omvatte ongeveer het gehele Iberisch Schiereiland. In deze tijd verspreidde het christendom zich sterk in deze omgeving en Mérida werd een bisschopszetel. Mérida beschikt dan ook over een kathedraal.
Vanaf 711 veroverden de Arabieren grote delen van Spanje. Na de verovering van Sevilla trok het leger van Musa ibn Nusair naar Mérida. De belegering van Mérida duurde de hele winter en het voorjaar en pas op 30 juni 713 gaf de stad zich over. Hierbij werd Mérida geheel verwoest. Pas in 1230, tijdens de Reconquista, lukte het de christelijke troepen onder Alfons IX van León om Mérida te heroveren.
Veel conquistadores waren afkomstig uit dit gebied en vernoemden andere steden naar deze stad.

### Moderne tijd
In de 20e eeuw werd Mérida een industrieel centrum en een knooppunt voor diverse spoorlijnen. De belangstelling voor de belangrijke archeologische monumenten groeide en in 1993 werden de talrijke Romeinse monumenten op de Werelderfgoedlijst geplaatst. Na de democratisering in de jaren 70 werd besloten om Mérida tot hoofdstad van de autonome regio Extremadura uit te roepen.

## Bezienswaardigheden
Vele monumenten uit de Romeinse tijd zijn bewaard gebleven, zoals de Romeinse brug over de Guadiana. Even verder overspant ook de moderne Lusitaniabrug van de architect Santiago Calatrava de rivier. Het Nationaal Museum van Romeinse Kunst toont Romeinse voorwerpen.

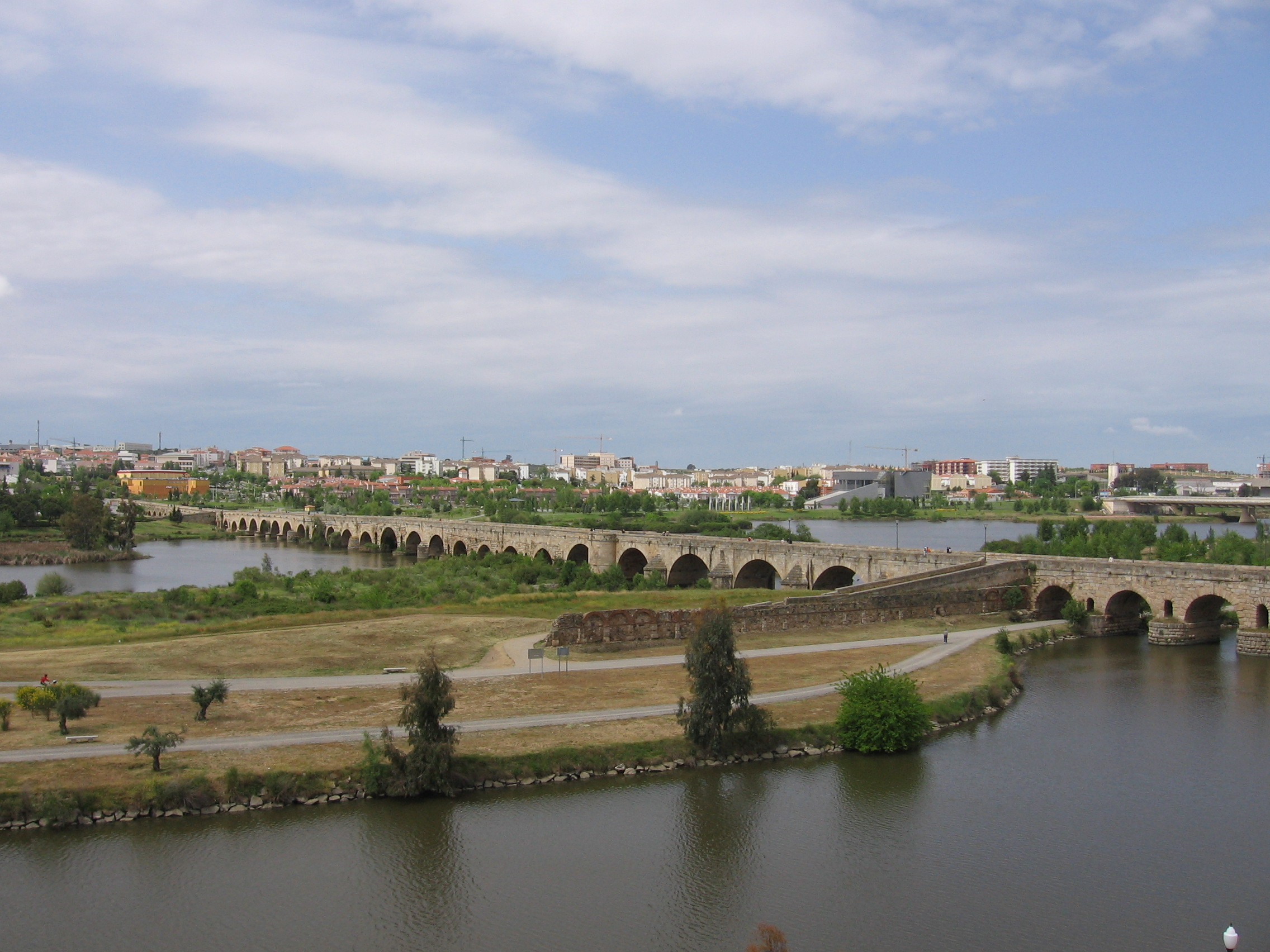
De Romeinse brug
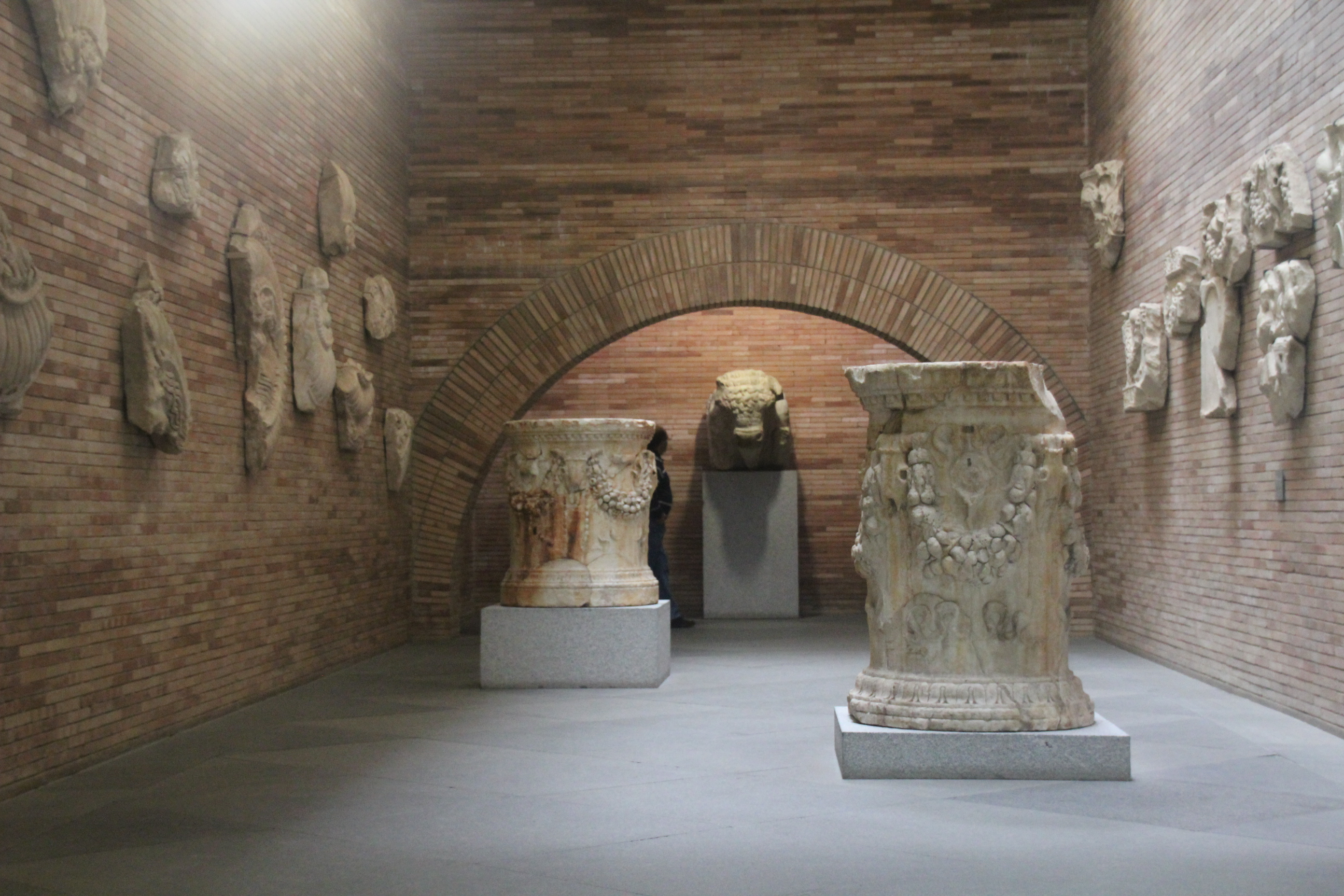
Nationaal Museum van Romeinse kunst
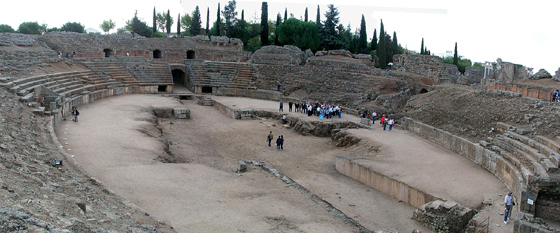
Het amfitheater van Mérida
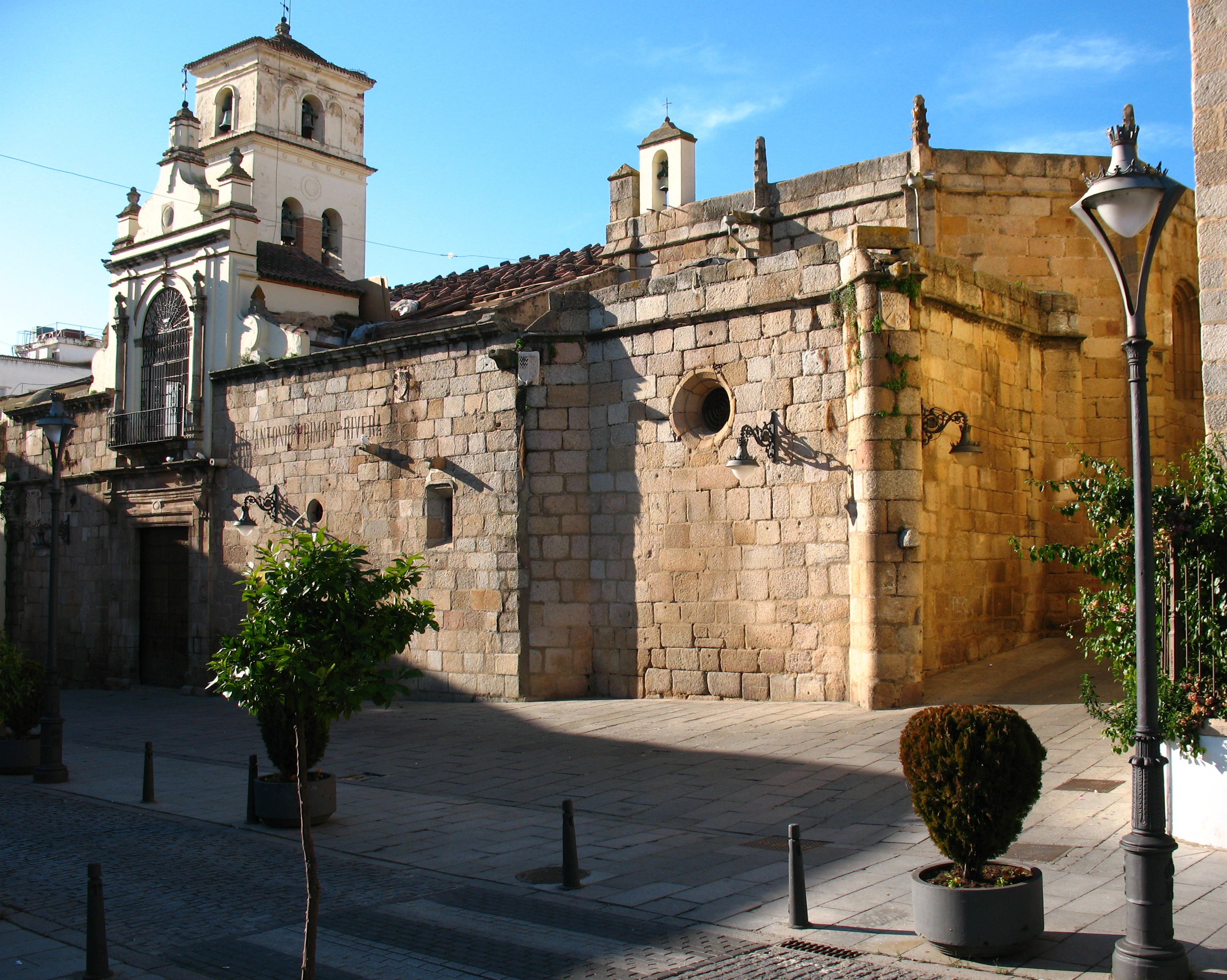
De kathedraal
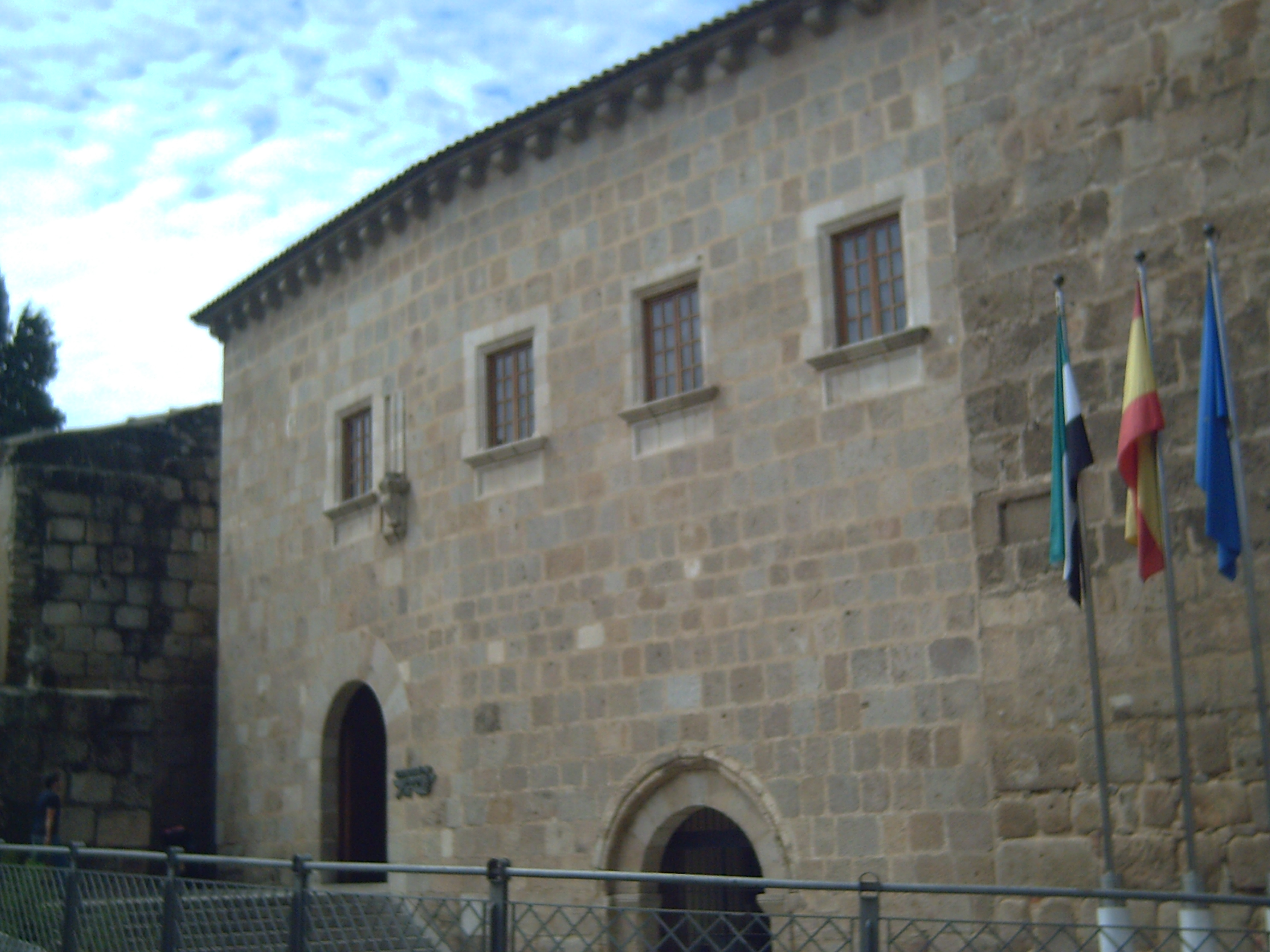
Zetel van het regionaal bestuur van Extremadura

## Demografische ontwikkeling
Bron: INE; 1857-2011: volkstellingen